# Togoro Kotia
Togoro Kotia è un comune rurale del Mali facente parte del circondario di Ténenkou, nella regione di Mopti.